# 3127 바그라티온
3127 바그라티온(3127 Bagration)은 소행성이다. 이 소행성은 러시아의 여성 천문학자 류드미라 제르누이프에 의해 1973년 9월 27일에 발견되었다. 소행성의 이름은 러시아의 전쟁영웅이자 위대한 장군 바그라티온에서 따왔다.